# Comuna Horoșiv, Bilohirea
Horoșiv (în ucraineană Хорошів) este o comună în raionul Bilohirea, regiunea Hmelnîțkîi, Ucraina, formată din satele Horoșiv (reședința), Mali Kaletînți și Stepanivka.

## Demografie
Componența lingvistică a comunei Horoșiv
     Ucraineană (99,79%)
     Alte limbi (0,21%)
Conform recensământului din 2001, majoritatea populației comunei Horoșiv era vorbitoare de ucraineană (99,79%), existând în minoritate și vorbitori de alte limbi.